# Ron Zwerver
Ronald „Ron“ Ferdinand Zwerver (* 6. června 1967 Amsterdam) je bývalý nizozemský volejbalista. S nizozemskou mužskou volejbalovou reprezentací získal zlato na olympijských hrách v Atlantě roku 1996 a stříbro na olympiádě v Barceloně roku 1992. Má jedno stříbro z mistrovství světa (1994), z mistrovství Evropy dvě stříbra (1993, 1995) a dva bronzy (1989, 1991). Za národní tým odehrál celkem 463 utkání. Úspěšný byl i na klubové úrovni, v roce 1995 vyhrál s italským Trevisem Pohár mistrů (dnes Liga mistrů), nejprestižnější evropskou klubovou soutěž. Vítězství si s ním připsal i ve druhé nejprestižnější, poháru CEV (1994) a třetí nejprestižnější, Challenge cupu, a to dokonce dvakrát (1993, 1998). V roce 2017 byl uveden do Mezinárodní volejbalové síně slávy. Po skončení hráčské kariéry se stal trenérem, vedl mj. nizozemskou jednadvacítku (2009–2014).